# Ngòi Đường
Ngòi Đường là một phụ lưu cấp 1 của sông Hồng chảy qua thành phố Lào Cai tỉnh Lào Cai, Việt Nam.
Ngòi Đường dài 25 km, diện tích lưu vực 125 km².

## Dòng chảy
Ngòi Đường khởi nguồn từ hợp lưu các sông suối ở sườn đông bắc dãy núi ngăn cách thung lũng Mường Hoa thị xã Sa Pa với sông Hồng.22°19′30″B 103°55′46″Đ / 22,32497°B 103,929442°Đ
Sông chảy qua các xã Tả Phời, Pom Hán và tới Làng Chiềng xã Cam Đường thì đổ vào sông Hồng.

## Thủy điện
Thủy điện Ngòi Đường xây dựng trên dòng Ngòi Đường ở vùng đất xã Tả Phời thành phố Lào Cai, có 2 bậc với tổng công suất lắp máy 10,5 MW, khởi công năm 2006.
- Thủy điện Ngòi Đường 2 công suất lắp máy 5 MW, hoàn thành tháng 2/2008. 22°23′37″B 103°58′51″Đ / 22,393695°B 103,980804°Đ[5]
- Thủy điện Ngòi Đường 1 công suất lắp máy 6,4 MW, hoàn thành tháng 11/2011. 22°22′08″B 103°57′39″Đ / 22,368803°B 103,960841°Đ

Trong quá trình thi công ngày 9/09/2007 lũ quét tràn qua công trường, cuốn trôi 7 người và làm bị thương 3 người. Số bị cuốn trôi có hai người chết, 5 người mất tích.